# Graue Passion

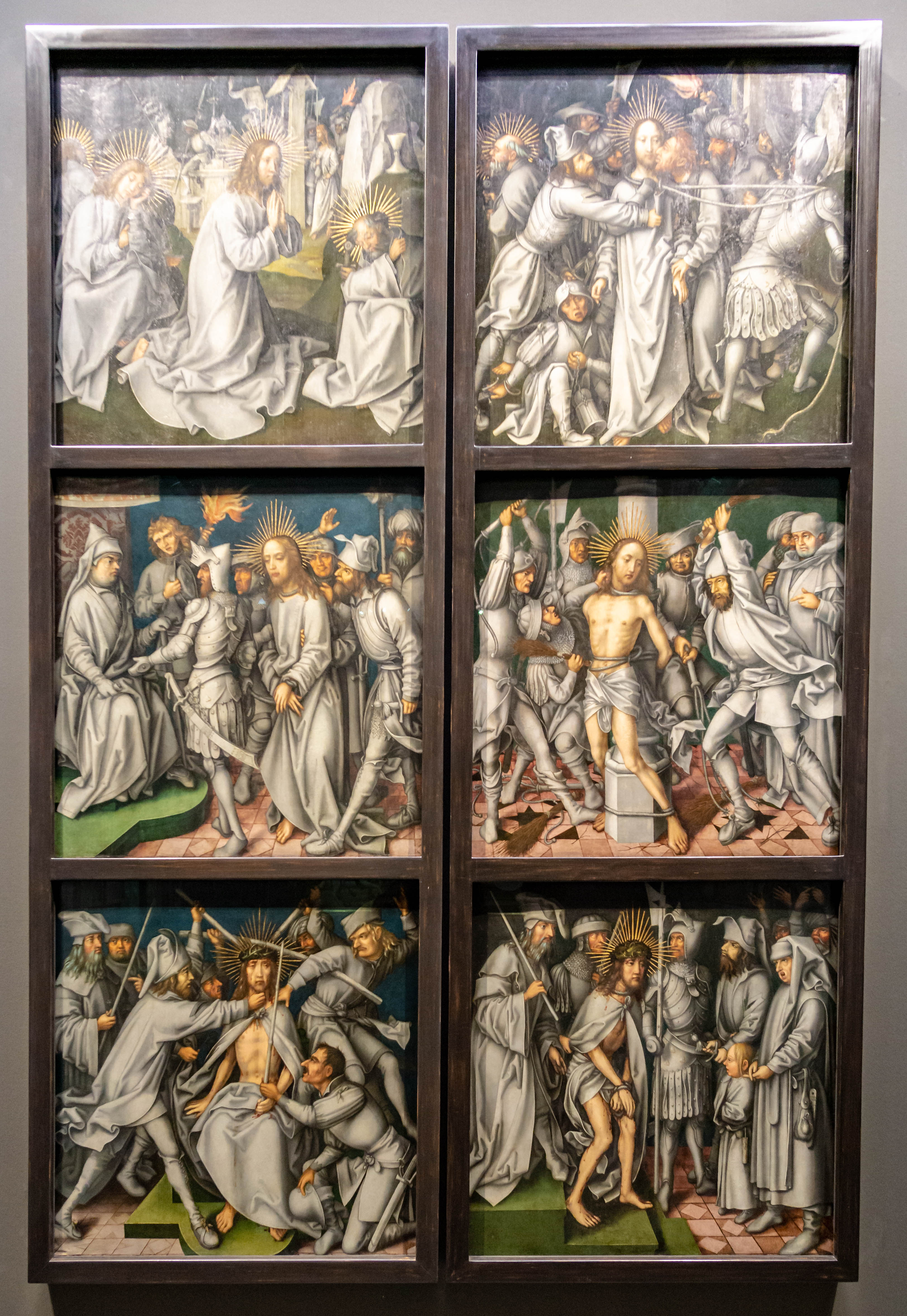
Die namensgebenden sechs Tafeln der Flügelaußenseiten der Grauen Passion.

Die Graue Passion ist eine Reihe von zwölf Tafelgemälden, die Szenen aus der Leidensgeschichte Christi darstellen. Sie wurden von Hans Holbein dem Älteren vermutlich zwischen 1494 und 1500 gemalt und bildeten Außen- und Innenseiten zweier Altarflügel. Die sechs Szenen der Außenseiten, die bei geschlossenem Altar zu sehen waren, sind in Grautönen gehalten, was für die Malerei der deutschen Spätgotik außergewöhnlich ist und für den heute üblichen Namen des Gemäldezyklus gesorgt hat. Die Graue Passion befindet sich seit 2003 in der Sammlung der Staatsgalerie Stuttgart.

## Geschichte
Auftraggeber und ursprünglicher Aufstellungsort des Altares, für den die Graue Passion ein Flügelpaar bildete, sind nicht bekannt, werden aber in Augsburg vermutet. 1853 wurden die Gemälde, für einen Preis von 800 Gulden, beim Münchner Kunsthändler Montmorillon durch Franz Simon von Pfaffenhofen für die Fürstenbergsammlungen in Donaueschingen erworben.
Dort wurden die sechs Holztafeln, die beidseitig bemalt waren, gespalten, so dass die zwölf Bilder dann einzeln im Museum gehängt und somit gleichzeitig zu betrachten waren.
Die Graue Passion und 14 weitere altdeutsche Gemälde der Fürstenbergsammlungen, die alle als national wertvolles Kulturgut verzeichnet sind, waren ab 2002 in der Staatsgalerie Stuttgart als Leihgabe ausgestellt.
2003 wurde die Graue Passion von der Staatsgalerie Stuttgart für 13,2 Millionen Euro erworben, wobei der Ankauf durch verschiedene Förderer finanziert wurde (u. a. Kulturstiftung der Länder, DaimlerChrysler AG, Robert Bosch GmbH, Landesbank Baden-Württemberg). 2010/2011 war die Graue Passion Ausgangs- und Mittelpunkt einer großen Landesausstellung zu Hans Holbein d. Ä. in der Staatsgalerie.

## Dargestellte Szenen

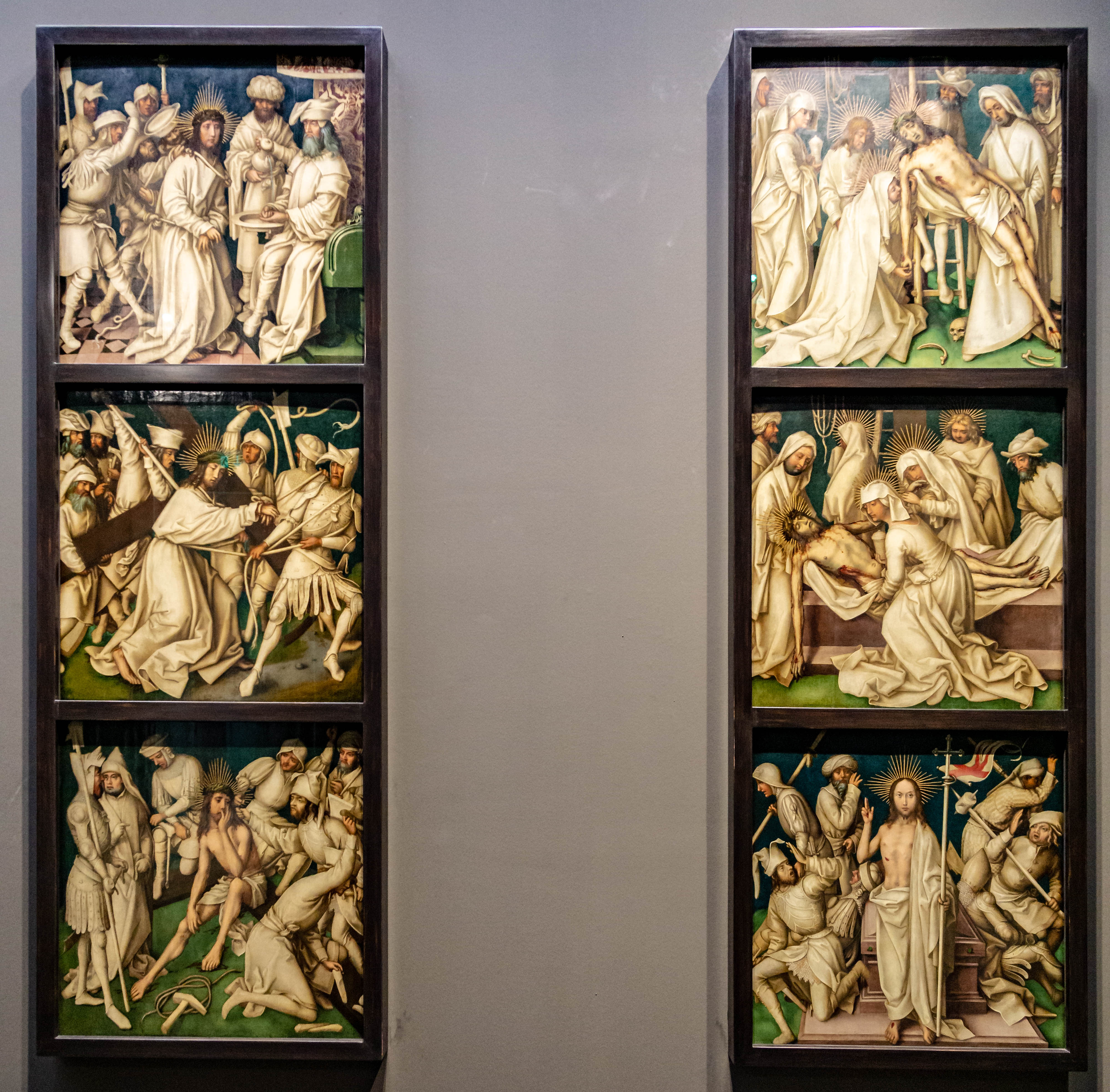
Die sechs Tafeln der Flügelinnenseiten, die bei geöffnetem Altar sichtbar waren.

Jedes der zwölf Gemälde zeigt eine Szene aus der Passionsgeschichte. Dabei fehlt eine Darstellung der Kreuzigung als zentrales Ereignis der Passion Christi und es wird deshalb vermutet, dass die Kreuzigung bei geöffnetem Altar als Kernelement in Form von Skulpturen im Altarschrein zu sehen war und dass sich diese Skulpturen nicht erhalten haben. Auf den Altarflügeln waren jeweils drei Szenen übereinander angeordnet, deren erzählerische Reihenfolge von oben nach unten verlief.

### Bei geschlossenem Altar
Die sechs Gemälde, die bei geschlossenem Altar zu sehen waren, sind in gräulicher Farbgebung vor tiefblauem Hintergrund gehalten. Sie zeigen folgende Szenen der Passion:
- Christus am Ölberg
- Gefangennahme Christi
- Christus vor Hannas
- Geißelung Christi
- Dornenkrönung Christi
- Ecce Homo

### Bei geöffnetem Altar
Die sechs Gemälde, die bei geöffnetem Altar auf den beiden Altarflügel zu sehen waren, sind in ockerfarbener Farbgebung vor tiefblauem Hintergrund gehalten. Sie zeigen folgende Szenen der Passion:
- Handwaschung des Pilatus
- Kreuztragung Christi
- Christus in der Rast
- Kreuzabnahme Christi
- Grablegung Christi
- Auferstehung Christi

## Vertonung
Der Musiker Klaus Sebastian Dreher hat 2017 ein gleichnamiges Oratorium komponiert: Die Graue Passion - Oratorium für Soli, Chöre und Instrumentalisten über Textfragmente einer mittelhochdeutschen Passionsharmonie im Anklang an Altarbildtafeln von Hans Holbein d. Ä.
In Besetzung und Instrumentierung ist das Werk stark von Holbeins Tafeln angeregt, richtet sich in der Gliederung danach aus und greift Einzelheiten auf (Knecht Malchus, Handwaschung, die Frauen unter dem Kreuz etc.). Hauptsächliche Textgrundlage sind Bruchstücke aus einer spätmittelhochdeutschen Passionsharmonie (passio domini), deren Handschrift in der Württembergischen Landesbibliothek Stuttgart aufbewahrt ist (Cod. Bibl. Fol. 35 der Württembergischen Landesbibliothek Stuttgart, Bl. 64vb-73rb, auf ca. 1420 datiert, alem. (schwäb.)).